# شهرستان چیپوا (ویسکانسین)
شهرستان چیپوا، ویسکانسین (به انگلیسی: Chippewa County, Wisconsin) یک سکونتگاه مسکونی در ایالات متحده آمریکا است که در ویسکانسین واقع شده‌است.

## خصوصیات
شهرستان چیپوا ۲٬۶۹۶٫۱۹ کیلومترمربع مساحت دارد.